# Mysateles prehensilis
La jutía carabalí (Mysateles prehensilis) es una especie de roedor histricomorfo de la familia Capromyidae endémica de Cuba. Es semejante a otras especies de jutías. No pasan de 50 centímetros de largo, tienen una coloración carmelita y abundante pelo.

## Nombre común
- Abacucá, carabalí, hutía carabalí, jutía prensil.

## Subespecies
Se conocen dos subespecies de Mysateles prehensilis:
- Mysateles prehensilis prehensilis
- Mysateles prehensilis gundlachi